# Nine
Nine é uma povoação portuguesa sede da Freguesia de Nine do Município de Vila Nova de Famalicão, freguesia com 3,96 km² de área e 3019 habitantes (censo de 2021), tendo, por isso, uma densidade populacional de 762,4 hab./km².
A freguesia é servida pela Estação Ferroviária de Nine.

## História
O topónimo Nine poderá derivar de Nene, Nenia ou Nemete, nomes de um antigo cantão celta. Inscrições epigráficas romanas encontradas na região, uma em Burgães e outra na capela de S. Bartolomeu do Vale Ervoza, ambas em Santo Tirso, referem uma divindade local chamada Neneoecus ou Nemedecus, associada ao deus guerreiro galaico-lusitano Cosus. O nome Neneoecus pode significar “Cosus de Nene” (ou "Deus de Nine"), e Nemedecus poderá relacionar-se com nemeton, termo celta para santuário a céu aberto.
Por evolução fonética, nomeadamente dissimilação, Nene poderá ter dado origem a Nine, preservando a memória de uma antiga unidade territorial integrada no território dos galaicos (Callaeci), no Conventus Bracarum, durante o período romano.
Era caracterizada, em tempos mais antigos, por uma comunidade de agricultores com várias "Grandes Casas Agrícolas" que congregava rendeiros e um elevado número de serviçais - não estivéssemos localizados em plena região minhota.
As primeiras referências a Nine, em termos documentais, surgem nas inquirições de 1220, com a designação de "Sancta Maria de Nini". Nesse mesmo documento, é referido que os jurados disseram que o Rei não tem ali nenhum título real.
“De Sancta Maria de Nini. Suerius Menendi abbas, Gunsalvus Alvitiz, Petrus Gunsalvi, Petrus Pelagil, Andreu, Gunsalvus Chana, Johannes Gunsalvi, Suerius Menendiz, Suerius Johannis, Petras Menendiz, Suerius Michaelis, jurati dixerunt quod Rex nullum habet ibi Regalengum.”
Já nas inquirições de 1258 ( in. Collatione “Sancta Maria de Nini”) é referido “…que o Senhor Rei tem ali uma propriedade real, bem dividida e demarcada, num lugar denominado Veiga do Occulo Marino…”.
A freguesia é atravessada pelo rio Este, que nasce no Carvalho de Este em Braga e desagua no Rio Ave, na freguesia de Touguinhó, concelho de Vila do Conde.
A antiga freguesia de Santa Maria de Nine foi reitoria de apresentação da mitra e comenda da Ordem de Cristo. Durante a época medieval, pertenceu ao Julgado de Faria, integrado no termo de Barcelos, pertencente ao senhorio da Sereníssima Casa de Bragança. 
Até ao século XVIII, a paisagem das Veigas do rio Este era caracterizada por uma conjugação morfológica que propiciava o aparecimento rápido de cheias e de pântanos.
Assim, para resolver estes problemas, em 1787, por resolução de D. Maria I, é aprovado o plano de encanamento do rio Este, que resultou na construção de um canal artificial com cerca de 5 km, estendendo-se desde Nine até à ponte de S. Veríssimo, em Cavalões.
Na freguesia de Nine, a população foi beneficiada com uma nova travessia, concebida por Custódio José Gomes Villas-Boas, que hoje conhecemos como ponte de Coura.
Foi também, por resolução de D. Maria I, que em 26 de janeiro de 1796, que foi aprovado o projeto de construção do regadio das Veigas de Nine, igualemnte concebido por Custódio José Gomes Villas-Boas. Este sistema de regadio, é composto por dois canais, um em cada margem, que se estendem desde o açude do Romão até ao lugar da atual Estação ferroviária.
"A grande utilidade que se pode tirar dos canaes de rega e o desejo que tenho de ver milhorada a cultura e aumentada a prosperidade publica me obrigarão apesar das minhas ocupações a prestarme aos rogos dos moradores da freguezia de Nine para fazer averiguações hydraulicas que o habil
Ministro informante delles exigiu no acto de vistoria. oxalá que este meu trabalho possa contribuir para o bom exito de tão util pertenção que nelle se achem disolvidas as pequenas duvidas que poderão suscitar-se, e que com o exemplo dos canaes da Ribeira do Louro se construão outros nos muitos sitios favoraveis de que abunda o nosso territorio." * Barcellos 16 de Maio de 1796 / Custodio Joze Gomes de Villas-Boas  / Tenente do Corpo real d’Engenharia
Com a divisão administrativa de 21 de março de 1835, que extinguiu o Julgado de Vermoim e instituiu o Julgado de Vila Nova de Famalicão, Nine ficou fragmentada entre o concelho de Barcelos e o de Vila Nova de Famalicão até ao ano de 1836, uma vez que os lugares de Coura e Vilar D’Este, pertencentes a Nine, foram anexados a Lemenhe na nova organização. Em 1836 ao ser integrada no concelho de Vila Nova de Famalicão, recuperou estes dois lugares. O novo julgado ainda numa fase embrionária, ficou delimitado pela fronteira natural que o rio Este representava, integrando as freguesias “situadas ao Sul do Rio D’este desanexadas do Concelho de Barcellos”.
Recuando à primeira metade do século XVII, o número e a configuração dos lugares que constituem a freguesia de Nine sofrem alterações que se prendem particularmente com o aumento ou diminuição geográfica. A título de curiosidade, foram extintos os lugares de Friães (antiga Igreja), da Cancela e do Monte e surgiu o novo lugar da Igreja. Já no seculo XIX surgiu o lugar da Estação.
Um marco fundamental na história de Nine é a Estação Ferroviária de Nine, inaugurada a 20 de maio de 1875. Esta estação foi crucial para o desenvolvimento da freguesia, funcionando como um ponto de transbordo entre a Linha do Minho e o Ramal de Braga. A sua construção e operação trouxeram um dinamismo económico e social significativo para a localidade. O traçado do caminho de ferro para o Minho e Braga foi objeto de diversos estudos e modificações, tendo Nine acabado por ser definida como o ponto inicial do ramal para Braga.
Esta situação contribuiu para a introdução de uma nova profissão: o ferroviário, constituindo um grupo social marcante até aos nossos dias. Nos terrenos desta estação, ainda se podem encontrar primitivas oficinas de reparação dos comboios e algumas locomotivas a vapor, que circularam nestas linhas até finais do século XX.
“Em NINE, que o leitor conhece como ponto de entroncamento com o ramal de Braga, desfiará a sua curiosidade este pequeno assumpto, um dia que ahi passe e demore alguns minutos. Pouco tem que perguntar; na ademea em frente está a capella de Santa Martha, no cimo a da Senhora do Carmo de Lemenhe; agora, sinceramente, é tão povoado, tão alegre, tão cheio de frescura este ridente valle de Nine, que, se ao leitor lhe acontecer como a mim, esquece depressa o pedido da informação que o preoccupava, e, quando o comboyo parte para Barcellos, lembra-se que mal teve tempo para deixar embeber os olhos em toda esta encantadora formosura.” * O Minho Pittoresco, Vieira, José Augusto / Lisboa - 1887 / Livraria de António Maria Pereira – editor

## MITOS
A propósito do topónimo "NINE" importa recordar as histórias que acompanham o imaginário coletivo desta comunidade, criando e fortalecendo laços de identidade entre as consciências individuais.
Segundo a versão popular, o topónimo "NINE" teve origem britânica. 
Diversos ingleses trabalhavam na construção da linha férrea do Norte e desconhecendo a designação desta localidade, decidiram contar o número de estações por onde passavam. Iniciando o percurso em Braga, como forma de orientação. Assim, "NINE" seria a nona estação, daí advém "Nine" que traduzido para o português significa "NOVE".
Outro "mito" relativo à toponímia da freguesia deriva do facto da sua Estação de Caminho de Ferro ter sido construída, para permitir o transbordo de passageiros entre a Linha do Minho e o Ramal de Braga no término deste último, situado a 9 milhas terrestres (14,5 km) da Estação de Braga.

## Demografia
A população registada nos censos foi:
| Ano  | 0-14 Anos | 15-24 Anos | 25-64 Anos | > 65 Anos |
| 2001 | 439       | 496        | 1481       | 319       |
| 2011 | 492       | 314        | 1759       | 409       |
| 2021 | 427       | 333        | 1711       | 548       |

## Património
- Igreja de Santa Maria de Nine[9], Edifício de origens românicas como prova a sua pia batismal, foi completamente reconstruída na época barroca, desta ainda conserva a fachada principal e o piso inferior da torre sineira e partes consideráveis da capela-mor.
- Quinta de Nine[10], Conjunto constituído por portal armorial, edifício residencial, fonte, moinho, relógio de sol e ainda um interessante conjunto de epígrafes e elementos pétreos decorados, recolhidos no jardim. Possui umas alminhas (de acesso privado) no interior do espaço da quinta, e outras integradas nas paredes exteriores do edifício residencial, com acesso público. Esta propriedade remontará ao século XVII e, ao que consta, terá sido o berço da família "Gonçalves de Menezes".
- Ponte de Coura, é uma estrutura implantada sobre o rio Este, com de cerca de 30 metros de cumprimento, por 3 metros de altura[11].

## Equipamentos
- Casa do Povo de Nine[12], fundada em abril de 1940
- Associação Desportiva Ninense, fundada em 1970
- Estação Ferroviária de Nine, inaugurada a 20 de maio de 1875
- Escola Básica de Nine[13] do 1º ciclo, inaugurada em 1959